# Boogeyman (película)
Boogeyman (titulada: Boogeyman, la puerta del miedo en España, Boogeyman: El hombre de la bolsa en Argentina, Boogeyman: El nombre del miedo en México y Terror en la oscuridad en Venezuela) es una película de terror sobrenatural de 2005 dirigida por Stephen Kay y protagonizada por Barry Watson, Emily Deschanel, Skye McCole Bartusiak y Lucy Lawless. La película es una adaptación del clásico «boogeyman», o monstruo en el armario, que es el principal antagonista de la película. 
El filme trata sobre un joven, Tim Jensen, que debe enfrentarse al terror infantil que le ha afectado toda su vida.

## Sinopsis
La historia comienza con Tim, de 8 años, que está tratando de dormir, pero escucha sonidos muy raros. Tim mira a su muñeco, lo guarda en su cajón, después ve ropa y parece una persona. Prende su lámpara, guarda la ropa en un cajón, se abre la puerta de su armario y Tim corre hacia su cama para esconderse bajo su cobija. Aparece su padre, quien le dice que no hay nada y revisa el armario. Tim observa mientras su padre es golpeado por una criatura, el Boogeyman, hasta que lo mata. 
Años después, luego del viaje de Acción de Gracias a la casa de los padres de Jessica, Tim tiene una premonición en la que su madre le dice que regrese a la casa familiar. Poco después, recibe una llamada de su tío informándole que su madre ha muerto. Al regresar al pabellón psiquiátrico, donde creció después de la muerte de su padre, descubre que uno de los pacientes, una niña, está siendo aterrorizada por algo escondido en el techo de su habitación.
Ante la sugerencia de su psiquiatra de que volver a la casa de su familia para pasar una noche sería una buena idea, Tim regresa a su antiguo hogar de estilo victoriano en el campo abierto, donde revive los recuerdos de su madre diciéndole a su padre que el Boogeyman no existe y, por lo tanto, no puede dañar a Tim. Tim es atacado brevemente por Boogeyman cuando entra al armario de abajo.
Tim conoce a la joven Franny que quiere saber si es verdad que Boogeyman asesinó a su padre. Buscando en el cobertizo, descubre documentos sobre una inquietante colección de niños desaparecidos que fueron secuestrados por Boogeyman.
Tim entra en pánico e intenta irse, pero Jessica aparece abruptamente y lo saca de la casa por una noche a un motel tranquilo, donde es asesinada por Boogeyman y la arrastra al baño.
Tim regresa de preparar bebidas y entra al baño, donde descubre que Jessica no está. Se da cuenta de lo ocurrido y regresa a la casa de su familia. Allí se encuentra con su amiga de la infancia Kate. Tim arrastra a Kate al hotel, donde encuentran el baño vacío pero con sangre en un costado. Kate piensa que Tim podría haber dañado a Jessica, pero él lo niega enojado. Ante la negativa de Tim de decirle lo que realmente pasa, Kate lo lleva a su casa donde Tim ve algo en la ventana. Kate afirma que la persona que vio Tim era, de hecho, su padre sordo. Luego llama a Mike, el tío de Tim, para que lo vigile.
Tim regresa a su casa y se encuentra nuevamente con Franny, quien lo lleva a una casa llena de proclamas que describen al Boogeyman. Hay una silla en el medio de la habitación frente a un armario. Tim recuerda esta casa como el hogar de un médico al que todos creían loco. Franny se revela a sí misma como la hija del médico y le dice a Tim que será mejor que vaya al lugar donde todo comenzó. El Boogeyman empuja a Tim a través de varios portales en el tiempo a través del armario. De esta manera, lo deposita en la habitación de su infancia. Al darse cuenta de su verdadera debilidad, Tim rompe varios juguetes que usa Boogeyman para darse forma. Finalmente lo derrota y desaparece en el vacío.
Sin el Boogeyman, Tim espera que su vida y la de Kate sean más seguras. Tim se siente mejor, pensando que finalmente está a salvo. Sin embargo, una escena poscréditos revela a una niña atormentada por Boogeyman, quien ha resurgido del armario.

## Reparto
- Barry Watson como Tim Jensen.
- Aaron Murphy como el joven Tim Jensen.
- Emily Deschanel como Kate Houghton.
- Skye McCole Bartusiak como Franny Roberts.
- Tory Mussett como Jessica.
- Andrew Glover como Boogeyman.
- Charles Mesure como Mr. Jensen.
- Lucy Lawless como Mary Jensen.
- Phil Gordon como el Tío Mike.
- Jennifer Rucker como Pam.
- Scott Wills como Co-Worker.
- Michael Saccente como el padre de Jessica.
- Louise Wallace como la madre de Jessica.
- Brenda Simmons como la abuela de Jessica.
- Josie Tweed como la hermana de Jessica.
- Ian Campbell como el Sr. Roberts.
- Robyn Malcolm como el Dr. Matheson.
- Olivia Tennet como la niña aterrorizada.
- Edward Campbell como el Sacerdote.
- Andrew Eggleton como el cuñado de Jessica.

## Secuelas
Boogeyman tuvo dos secuelas. En 2007, Boogeyman 2, dirigida por Jeff Bentacout y protagonizada por Danielle Savre, tuvo su estreno directo en formato DVD. Un año después, se estrenó Boogeyman 3, dirigida por Gary Jones y protagonizada por Erin Cahill y Chuck Hittinger. 